# Jonas Borssén
Dan Jonas Borssén, född 8 maj 1961 i Borås, är en svensk kock och författare av kokböcker. Han är son till skådespelaren och komikern Jarl Borssén.
Jonas Borssén växte upp i Boråstrakten och gick restaurangskola i Göteborg 1977–1979. Han arbetade sedan vid Victor's Hotel & Restaurant, Göteborg, 1978–1986. Under några kortare perioder var han verksam vid Hotell Båstad (1985) och La Bonne Auberge och L'Amandier, Franska Rivieran (1986) innan han kom till O’yes Bar & Restaurant i Malmö där han arbetade 1987–1991.
Borssén startade frilansfirman Amigo Del Chile 1991. Han var konsult för Christer’s i New York 1993–2001. Han studerade vid John Folse Culinary Institute, Nicholls State University, Louisiana 2006. Han har gett ut en rad kokböcker och har medverkat i såväl radio som TV.
Jonas Borssén har fått fler olika utmärkelser. Han har belönats för nyskapande verksamhet som kreatör och författare av Gastronomiska Akademien. Utmärkelsen bästa kokbok i kategorin köksträdgårdslitteratur (Het Trädgård 2001) och kategorin vardagsmatlagning (Allt i ett 2005) har han utnämnts av Måltidsakademien i Grythyttan.